# Городское поселение рабочий посёлок Исса
Городско́е поселе́ние рабочий посёлок Исса — муниципальное образование в Иссинском районе Пензенской области Российской Федерации.
Административный центр — рабочий посёлок Исса.

## История
Статус и границы городского поселения установлены Законом Пензенской области от 2 ноября 2004 года № 690-ЗПО «О границах муниципальных образований Пензенской области».

## Население
| 2010  | 2012  | 2013  | 2014  | 2015  | 2016  | 2017  |
| ----- | ----- | ----- | ----- | ----- | ----- | ----- |
| 5424  | ↘5392 | ↘5389 | ↘5345 | ↘5286 | ↘5217 | ↘5161 |
| 2018  | 2021  |       |       |       |       |       |
| ↘5110 | ↘4925 |       |       |       |       |       |

## Состав городского поселения
| № | Населённый пункт | Тип населённого пункта                  | Население |
| - | ---------------- | --------------------------------------- | --------- |
| 1 | Исса             | рабочий посёлок, административный центр | ↗4917     |
| 2 | Костыляй         | село                                    | ↘6        |
| 3 | Симанки          | село                                    | ↘0        |